# Cities: Skylines II
Cities: Skylines II' — відеогра у жанрі містобудівного симулятора, розроблена Colossal Order та видана Paradox Interactive. Вона є продовженням Cities: Skylines, випущеної у 2015 році. У грі вдосконалено багато аспектів симуляції, таких як розмір міст та населення, а також значно покращено штучний інтелект дорожнього руху та життя громадян. Гра була анонсована 6 березня 2023 року та випущена 24 жовтня 2023 року на Windows через платформу Steam. 
28 вересня 2023 року Paradox Interactive оголосила, що випуск гри на PlayStation 5 та Xbox Series затримується до весни 2024 року, щоб забезпечити кращу якість розробки на цих платформах.

## Геймплей
Як і попередня частина гри, Cities: Skylines II моделює розвиток міста з урахуванням різних факторів, таких як: трафік, економіка, фінанси, освіта та інше. Cities: Skylines II надає гравцеві віртуальну ділянку землі, з якої він починає створення свого міста. 
Карта гри змінюється залежно від сезонів, погоди або плину часу. Гра розпочинається з дев'яти розблокованих плиток. Додаткові плитки гравець може отримати виконуючи певні завдання, або досягнувши певного розвитку міста.
У попередній версії площа карти була обмежена 36 км2 (до 324 км2 з модифікаціями), тоді як Cities: Skylines II пропонує 441 плитку, що становить 159 км2.Плитка в другій частині гри становить приблизно чверть розміру плитки першої частині гри, а також тепер можливо будувати у будь-якій купленій плитці мапи, не чекаючи поступових заповнень. Згодом їх можна буде об'єднати.
Гравець може розміщувати на плитках дороги, комерційні або промислові зони, а також різні послуги, такі як школи, лікарні, парки тощо. Cities: Skylines II пропонує ряд удосконалень порівняно з першою частиною гри. Ці удосконалення включають поліпшення систем транспорту та економіки, а також розширення можливостей будівництва та модифікацій завдяки чому, громадський та вантажний транспорт (наземний, залізничний, морський та повітряний) управляється за допомогою хабів і може бути взаємопов'язаним. Міські служби, такі як поліція або пожежники, можуть бути призначені для районів, що дозволяє покращити час реагування на надзвичайні ситуації.
На відміну від попередньої гри, в якій було встановлено обмеження на близько 65 000 громадян, кількість громадян, яких можна змоделювати в Cities: Skylines II,  це обмежено лише характеристиками комп'ютера або консолі гравця. В гру було введено ШІ, який робить її більш реалістичною. Тепер нпс-водії обирають найбільш оптимальний маршрут, на основі «вартості пошуку шляху», який включає багато факторів, серед яких: мережа доріг, час у дорозі, вартість поїздки, затори, наявність паркомісця тощо. Громадяни також стали більш активнними і розумними. Вони більш схильні користуватися громадським транспортом, якщо він є більш економічним, або вибирають особистий транспорт відповідно до таких критеріїв, як комфорт, відстань або час.
У Cities: Skylines II ввели дерево технологій, яке дозволяє гравцеві розблоковувати нові послуги та будівлі за допомогою очок навичок. Нові технології дозволяють гравцеві будувати нові будівлі та послуги, які роблять місто більш ефективним та успішним.
Paradox Interactive додали до нової частини гри моддинг, який доступний на ПК, а також частково доступний на консолях. Модифікації створюються та розповсюджуються за допомогою внутрішнього інструменту (Paradox Mods). Цей інструмент, виданий Paradox Interactive, дозволяє підтримувати мультиплатформність, а також купувати та завантажувати моди на консолях..  

## Розробка
Гра розроблена на ігровому рушії Unity версії 2023.3.7.
Cities: Skylines II був анонсований 6 березня 2023 року в рамках конференції (Paradox Announcement Show), організованої Paradox Interactive, видавцем гри.Паралельно з основною грою буде випущено вісім окремих DLC, серед яких San Francisco Set, Beach Properties, Asset Pack, два пакети від творців контенту, розширення Bridges & Ports, а також три радіостанції в опції Ultimate Edition і будуть доступні для Windows, Xbox і PlayStation.
Гра була представлена під час конференції Xbox на Summer Game Fest 2023. Презентація гри тривала близько 10 хвилин і включала в себе огляд нових можливостей гри, а також кілька хвилин геймплею.
28 вересня 2023 року Paradox Interactive оголосила, що консольні версії гри не будуть випущені 24 жовтня як планувалося, і їх випуск відкладено до весни 2024 року. Крім того, було оголошено, що призупинено прийом попередніх замовлень на консольні версії, а кошти за існуючі замовлення будуть повернуті покупцям.
У Colossal Order також пояснили, що відкладення запуску Cities: Skylines II сприяє поліпшенню якості консольної версії гри. Паралельно з відкладенням студія також оголосила про збільшення специфікацій мінімальних системних вимог для PC-версії гри.

## Рецензії
| Агрегатор  | Оцінка      |
| ---------- | ----------- |
| Metacritic | (PC) 75/100 |

| Видання        | Оцінка             |
| -------------- | ------------------ |
| Game Informer  | 7.5/10             |
| GamesRadar+    | [ 17 ]             |
| IGN            | 6/10 8/10 (Italia) |
| PC Gamer (США) | 77%                |
| PCGamesN       | 7/10               |
| Shacknews      | 8/10               |
| VideoGamer.com | 8/10               |

Cities: Skylines II отримала загалом позитивні відгуки від критиків, згідно з веб-сайтом-агрегатором відгуків Metacritic.
Під час запуску гри досягнуто більше 100 000 одночасних гравців на платформі Steam. Гра отримала змішані відгуки від гравців, більшість рецензентів критикували різноманітні проблеми продуктивності та помітні помилки гри.
Ліана Хафер з IGN вважає Cities: Skylines II багатообіцяючою грою з великим потенціалом, але яка все ще потребує доопрацювання. Хафер відзначає, що гра має ряд нових і захоплюючих систем, які покращують ігровий досвід. Однак вона також вважає, що гра потребує більше роботи по удосконаленню гри. Вона порівняла досвід гри з грою в ранному доступі, припускаючи, що гра може отримати вигоду від додаткового контенту та розробки після запуску.
Лев Шевченко редактор liga.net відмітив, що гра працює досить плавно, навіть краще, ніж попередня версія, проте додав що його місто ще невелике і не надто навантажує апаратне забезпечення. Також він написав про проблеми з деталізацією дерев і кущів, і що спостерігається відсутність деяких елементів у текстурах.
Гра була номінована як «Кращий симулятор / стратегічна гра» на The Game Awards 2023.